# Polygala galioides
Polygala galioides là một loài thực vật có hoa trong họ Polygalaceae. Loài này được Poir. miêu tả khoa học đầu tiên năm 1804.